# Priorato di Sion

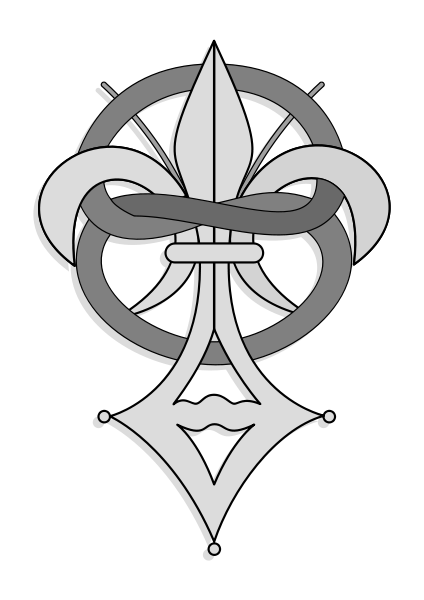
Emblema del Priorato di Sion (dagli statuti del 1956)

Il Priorato di Sion (in francese Prieuré de Sion) è un'associazione fondata il 7 maggio 1956 ad Annemasse dall'esoterista Pierre Plantard, che sosteneva fosse l'ultima riproposizione di un'antica società segreta medievale risalente al cavaliere crociato Goffredo di Buglione, che l'avrebbe fondata nel 1099 sul Monte Sion nell'allora Regno di Gerusalemme.
Questa tesi è ritenuta il frutto di pura invenzione, mentre in molte teorie del complotto compare come qualcosa di realmente esistito e di origine molto antica.

## Storia
Il "Priorato di Sion - C.I.R.C.U.I.T. (Cavalleria di Istituzione e Regola Cattolica e di Unione Indipendente Tradizionalista)" venne fondato il 7 maggio 1956 ad Annemasse da Pierre Plantard (1920–2000), un disegnatore francese versato nell'occultismo, e in particolare nella simbologia dei Rosacroce. In base all'articolo III.c dello statuto originale del Priorato di Sion, l'associazione prendeva il nome da una vicina montagna, chiamata Sion, nei pressi della cittadina francese di Annemasse (niente a che vedere dunque con il più noto monte Sion in Israele). Questa associazione si dedicava, tramite un suo giornale intitolato Circuit, ad opporsi alla borghesizzazione della regione. L'associazione aveva sede nell'abitazione di Plantard stesso ad Annemasse ed era stata registrata ufficialmente alla sotto-prefettura di Saint-Julien-en-Genevois il 7 maggio 1956 da André Bonhomme e Pierre Plantard, come prevedeva la legge francese. Venne sciolto in un periodo successivo all'ottobre 1956, ma rivitalizzato in modo intermittente da Plantard tra il 1962 e il 1993, come loggia iniziatica, con la speranza che sarebbe diventato un'avanguardia dedicata alla restaurazione della cavalleria e della monarchia in Francia, per portare avanti le sue false pretese al trono di Francia.
L'associazione produsse tutta una serie di documenti, stampati in proprio e poco distribuiti. Negli argomenti più vari venivano inseriti riferimenti, più o meno espliciti, a un presunto passato millenario del Priorato; molti di questi documenti inoltre ricollegavano questo misterioso passato alla figura di Bérenger Saunière,curato di Rennes-le-Château morto nel 1917. I documenti furono depositati alla Bibliothèque Nationale di Parigi sotto vari pseudonimi.
È più o meno dello stesso periodo la pubblicazione de Le trèsor maudit ("Il tesoro maledetto"), un romanzo best seller francese scritto da Gérard de Sède in cui si afferma che Saunière avesse trovato delle misteriose pergamene da cui sarebbero provenute la sua misteriosa ricchezza, tanto a lungo discussa. L'apparente coincidenza fa pensare che vi sia stato qualche legame tra lo scrittore Sedè e Pierre Plantard, ma i due personaggi si tennero sempre sul vago.
Il mistero attirò l'attenzione dei media,  fino a che un produttore televisivo della BBC, Henry Lincoln, dopo varie ricerche assieme a Richard Leigh e Michael Baigent, scoprì dei documenti relativi al Priorato. Ritenendoli autentici i tre, basandosi in particolare su un manoscritto, Les Dossiers secrets de Henri Lobineau, scritto in realtà dallo stesso Pierre Plantard, pubblicarono un libro, Il Santo Graal (The Holy Blood and The Holy Grail, 1982) in cui furono rese di pubblico dominio le pretese del Priorato, suscitando un forte interesse mediatico.
Il libro Il Santo Graal e Les Dossiers secrets de Henri Lobineau presentano il Priorato come se fosse una società vecchia di un millennio, con il compito della sopravvivenza di una linea Merovingia di re Franchi, che sarebbe sopravvissuta nell'ombra.
Tra il 1961 e il 1984 Plantard inventò una discendenza mitica per il Priorato di Sion, sostenendo che era stato fondato a Gerusalemme, durante la prima crociata, da Goffredo di Buglione. Le ricerche condotte sui misteri di Rennes-le-Château hanno portato Michael Baigent, Richard Leigh e Henry Lincoln a trovare lo pseudostorico Archivio segreto di Henri Lobineau, compilato da "Philippe Toscan du Plantier", che divenne la fonte per il loro libro, nel quale riportavano delle dichiarazioni secondo cui:
- con una lista di illustri grandi maestri, il Priorato di Sion aveva una lunga storia che iniziava con la creazione dei Cavalieri templari come suo fronte militare e finanziario;
- ebbe un grande ruolo nel promuovere e partecipare al "fiume sotterraneo dell'esoterismo", l'Alph, nell'Europa medioevale;
- giurò di riportare la dinastia merovingia, che governò il Regno dei Franchi dal 447 al 751, sui troni d'Europa e Gerusalemme;
- l'ordine proteggeva questi pretendenti reali in quanto discendenti diretti di Gesù e di sua moglie Maria Maddalena.

Questi autori sostennero che gli scopi ultimi del Priorato di Sion sono:
- la fondazione di un "Sacro Impero Europeo" che sarebbe diventato la prossima superpotenza e avrebbe introdotto un Nuovo ordine mondiale di pace e prosperità;
- la sostituzione della Chiesa Cattolica Romana con una religione di Stato ecumenica e messianica, per mezzo della rivelazione del Santo Graal e di un "testamento di Giuda" che avrebbe provato la visione ebionita e le rivendicazioni dei Desposyni;
- la generazione e installazione del re consacrato di una Grande Israele.

Baigent, Leigh e Lincoln giunsero ad una propria interpretazione dei Protocolli dei Savi di Sion, che vedevano come una delle prove più evidenti dell'esistenza e delle attività del Priorato di Sion:
- La versione originale emanata da un'organizzazione massonica irregolare che usava il nome "Sion" non aveva niente a che fare con una cospirazione giudaica internazionale.
- La versione originale non era intesa per infiammare l'opinione pubblica o essere pubblicata, ma era un programma per ottenere il controllo della massoneria.
- La persona responsabile di avere alterato il testo attorno al 1903 fu Sergei Nilus, nel corso del suo tentativo di guadagnarsi influenza alla corte di Nicola II di Russia. La presenza di una cricca esoterica all'interno della corte reale portò ad un considerevole intrigo. La pubblicazione del testo da parte di Nilus fu dovuta al fallimento nello strappare l'influenza a Papus e a un non meglio identificato "Monsieur Philippe".
- Poiché Nilus non riconobbe una serie di riferimenti all'interno del testo che riflettevano un contesto culturale cristiano, non li cambiò. Questo fatto dimostrava che la versione originale non poteva provenire dal primo congresso sionista di Basilea (1897).

Accettando queste ipotesi come fatti, alcuni escatologi cristiani marginali videro il Priorato di Sion come il compimento delle profezie che si trovano nell'Apocalisse e come un'ulteriore prova di una cospirazione anticristiana di proporzioni epiche.
Comunque, poiché gli storici moderni non accettano Holy Blood, Holy Grail come un serio contributo agli studi storici, tutte queste pretese sono considerate parte di teoria della cospirazione. Gli autori francesi come Franck Marie (1978), Jean-Luc Chaumeil (1979, 1984, 1992) e Pierre Jarnac (1985, 1988) non hanno mai preso sul serio Pierre Plantard e il Priorato di Sion, al contrario di Baigent, Lincoln e Leigh. Essi conclusero rapidamente che si trattava di una bufala, delineando i motivi del loro verdetto e fornendo prove dettagliate che gli autori di Holy Blood non avevano riportato per esteso. Implicano inoltre che queste prove sono state ignorate da Baigent, Lincoln e Leigh allo scopo di sostenere la versione mitica della storia del Priorato.
Nel 1989 Pierre Plantard cercò senza successo di salvare la propria reputazione e il proprio programma sostenendo che il Priorato di Sion era stato in realtà fondato nel 1681 a Rennes-le-Chateau. Nel settembre 1993, egli sostenne che lo scomparso Roger-Patrice Pelat era stato Grande Maestro del Priorato di Sion. Pelat, morto quattro anni prima, era un amico dell'allora Presidente francese François Mitterrand ed era al centro di uno scandalo che coinvolgeva il primo ministro francese Pierre Bérégovoy. Un tribunale francese ordinò una perquisizione nell'abitazione di Plantard, in cui furono rinvenuti molti documenti, inclusi alcuni che proclamavano Plantard come vero re di Francia. Sotto giuramento, Plantard ammise che aveva fabbricato tutto, compreso il coinvolgimento di Pelat con il Priorato di Sion. A Plantard venne ordinato di cessare tutte le attività legate alla promozione del Priorato di Sion. Egli visse lontano dai riflettori fino alla propria morte, avvenuta a Parigi il 3 febbraio 2000.
È stato accertato che sia Les Dossiers secrets, sia le pergamene sono documenti falsi compilati nello stesso anno 1967, e tutte le persone coinvolte nella falsificazione lo hanno ammesso, sia pure dopo qualche anno.
Da ultimo, nel 2006 il giornalista ed esoterista Jean-Luc Chaumeil ha pubblicato la confessione del marchese Philippe de Chérisey (1925-1985), che aveva lasciato un manoscritto sulla vicenda, Pierre et papier (“Pietra e carta”), da pubblicare solo dopo vent'anni dalla sua morte. In esso de Chérisey, attore di sceneggiati televisivi ed appassionato di enigmistica, spiega nel dettaglio come i falsi erano stati concepiti e confezionati.

## Motto criptico

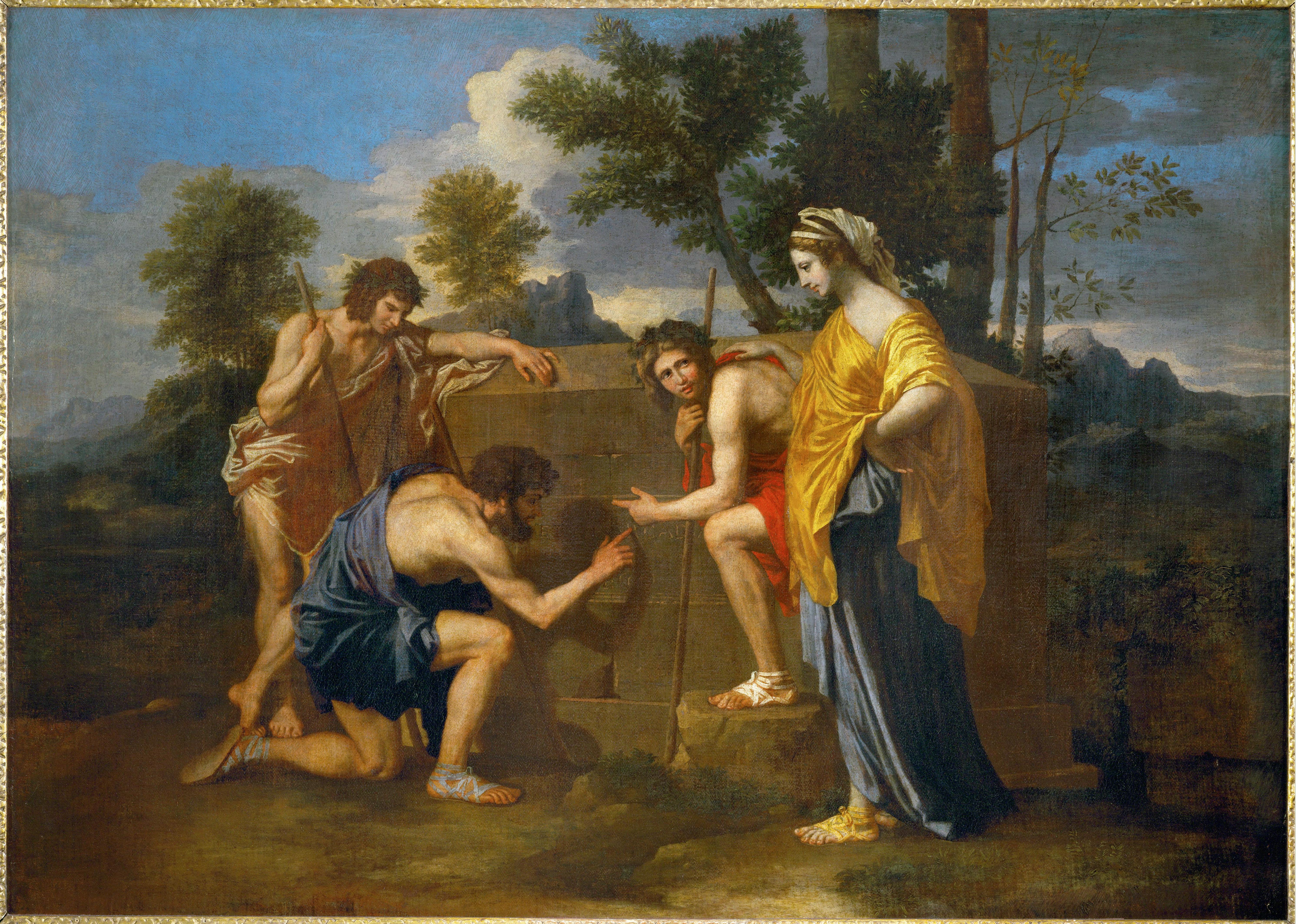
Pastori in Arcadia, Nicolas Poussin (1640 circa); il dipinto riporta il preteso motto del Priorato, Et in Arcadia ego

Et in Arcadia ego... è il presunto motto della famiglia Plantard e del Priorato di Sion, secondo una rivendicazione apparsa per la prima volta nel 1964. Et in Arcadia ego è una frase latina nota perché appare come iscrizione tombale sul dipinto classico Pastori in Arcadia (1640 circa) del pittore francese Nicolas Poussin. La frase significa letteralmente: "Anch'io in Arcadia"; il soggetto è la morte, simboleggiata dal sepolcro, che cioè non manca neanche nel mondo idilliaco dell'Arcadia.
L'aggiunta dell'ellissi (non presente nel dipinto di Poussin), suggerisce una parola mancante. Anche se non richiesta dalla grammatica latina, sum è una delle parole suggerite per completare la frase, che diventa: "Anche nell'Arcadia sono io". Inoltre, è stato teorizzato da Richard Andrews e Paul Schellenberger che la frase completa Et in Arcadia ego sum sia un anagramma di Arcam Dei Tango Iesu, che significa "Io tocco la tomba di Dio – Gesù". L'implicazione è che la tomba contenga l'ossario di Gesù, figura centrale nella teologia cristiana, o che la scritta incompleta "Et in Arcadia ego" sia l'anagramma di un'altra frase: "I Tego Arcana Dei", "Vattene, io celo i misteri di Dio". Indipendentemente dall'accuratezza di questa straordinaria pretesa, essa non è considerata parte della storia del dipinto di Poussin contenente la frase, che è ben documentata.

## IDossier secrets d'Henri Lobineau
I "Dossier Secrets d'Henri Lobineau" ("archivi segreti di Henri Lobineau") sono un documento di 27 pagine che fu depositato presso la Biblioteca nazionale di Francia il 27 aprile 1967. Il documento presenta parte della storia del Priorato di Sion come falsificata dal duo Pierre Plantard e Philippe de Cherisey.
Tredici delle sue 27 pagine sono state riprese da un altro documento dello stesso genere datato 1964, la Généalogie des Rois Mérovingiens et Origine des diverses Familles Françaises et Etrangères de Souche Mérovingienne d'Après L'Abbé Pichon, le Docteur Hervé et les Parchemins de l'Abbé Saunière de Rennes-le-Château (Aude), di Henri Lobineau, contenente genealogie caserecce realizzate in copia conforme dal modello di Pierre Plantard, nel tentativo di dimostrare che discendeva dal re merovingio Dagoberto II.
Oltre quelle 13 pagine i Dossiers screts d'Henri Lobineau comprendono il seguente materiale:
- Un'introduzione al documento di Edmond Albe
- Carte geografiche della Francia e una genealogia merovingia tratta da un saggio non meglio specificato
- Ritagli di giornale relativi alla libertà dell'Occitania
- Una lettera spuria attribuita a Noël Corbu relativa ad Emile Hoffet
- Una lettera spuria a Marius Fatin dalla Lega internazionale dei librai antiquari
- Una lista dei Grandi Maestri del Priorato di Sion
- Una pagina del giornale Regnabit, che potrebbe in realtà essere un collage di paragrafi dal libro di Paul Le Cour del 1937, L'età dell'acquario
- Un necrologio del sacerdote Geraud de Cayron

## Lista dei Gran Maestri
L'ipotetico Priorato di Sion sarebbe stato retto da un Nautonnier, un termine in francese antico per «navigatore», che significa "Gran Maestro" nella loro nomenclatura esoterica interna.
La lista seguente di Gran Maestri deriva dai Dossiers secrets d'Henri Lobineau compilati da Pierre Plantard sotto il nom de plume di "Philippe Toscan du Plantier" nel 1967. Tutte le persone nominate in questa lista erano morte prima di quella data. Tutti i nomi tranne due si possono ritrovare anche in elenchi di presunti "Imperatori" (capi supremi) e “membri distinti” dell'Antico e Mistico Ordine Rosae Crucis che circolava in Francia al tempo in cui Plantard era in contatto con ambienti rosacrociani.
La maggior parte di coloro che sono nominati hanno in comune la fama di avere nutrito interesse per l'occulto o per le dottrine eretiche.

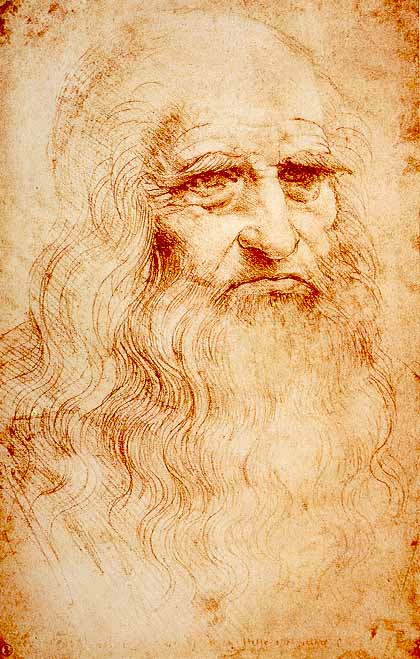
Leonardo da Vinci, indicato come 12º Gran Maestro del mitico Priorato di Sion

I Dossiers Secrets asserivano che i Cavalieri templari condivisero sempre con il Priorato di Sion i medesimi Gran Maestri fino ad uno scisma tra Templari e Rosacroce che sarebbe avvenuto durante l'incidente diplomatico cosiddetto del "Taglio dell'olmo" nel 1188.
1. Hugues de Payns (1120-24 maggio 1136)
2. Robert de Craon (1136-13 gennaio 1147)
3. Everard des Barres (1147-1151)
4. Bernard de Tremelay (1151-1153)
5. André de Montbard (1153-17 gennaio 1156)
6. Bertrand de Blanchefort (1156-1169)
7. Philippe de Milly (1169-3 aprile 1171)
8. Eudes de Saint-Amand (1171-18 ottobre 1179)
9. Arnoldo di Torroja (1179-30 settembre 1184)
10. Gérard de Ridefort (1184-1188)

In seguito a tale evento i Gran Maestri del Priorato di Sion sono indicati come segue:
1. Jean de Gisors (1188–1220)
2. Marie de Saint-Clair (1220–1266)
3. Guillaume de Gisors (1266–1307)
4. Edouard de Bar (1307–1336)
5. Jeanne de Bar (1336–1351)
6. Jean de Saint-Clair (1351–1366)
7. Blanche d'Evreux (1366–1398)
8. Nicolas Flamel (1398–1418)
9. René d'Anjou (1418–1480)
10. Iolande de Bar (1480–1483)
11. Sandro Botticelli (1483–1510)
12. Leonardo da Vinci (1510–1519)
13. Carlo III di Borbone-Montpensier (1519–1527)
14. Ferrante I Gonzaga (1527–1575)[12][13]
15. Louis de Nevers (1575–1595)
16. Robert Fludd (1595–1637)
17. J. Valentin Andrea (1637–1654)
18. Robert Boyle (1654–1691)
19. Isaac Newton (1691–1727)
20. Charles Radclyffe (1727–1746)
21. Carlo Alessandro di Lorena (1746–1780)
22. Massimiliano d'Asburgo-Lorena (1780–1801)
23. Charles Nodier (1801–1844)
24. Victor Hugo (1844–1885)
25. Claude Debussy (1885–1918)
26. Jean Cocteau (1918–1963)

Un documento posteriore, Le Cercle d'Ulysse, identifica François Ducaud-Bourget, un prete cattolico tradizionalista in vista per cui Plantard aveva lavorato come sacrestano durante la seconda guerra mondiale, come il Gran Maestro succeduto alla morte di Cocteau. Lo stesso Plantard è in seguito identificato come il successivo Gran Maestro.
1. François Ducaud-Bourget (1963-1984)
2. Pierre Plantard de Saint-Clair (1984-1989)

Quando i Dossiers Secrets furono svelati come frode dai ricercatori francesi, Plantard si mise quieto. Nel corso del suo tentativo del 1989 di fare ritorno e far rivivere il Priorato di Sion, Plantard cercò di prendere le distanze dalla prima lista, ormai screditata, pubblicando una seconda lista di Gran Maestri del Priorato, che comprendeva i nomi del defunto Roger-Patrice Pelat e del proprio figlio Thomas Plantard de Saint-Clair:
1. Jean-Tim Negri d'Albes (1681–1703)
2. François d'Hautpoul (1703–1726)
3. André-Hercule de Fleury (1726–1766)
4. Charles de Lorraine (1766–1780)
5. Maximilian de Lorraine (1780–1801)
6. Charles Nodier (1801–1844)
7. Victor Hugo (1844–1885)
8. Claude Debussy (1885–1918)
9. Jean Cocteau (1918–1963)
10. François Balphangon (1963–1969)
11. John Drick (1969–1981)
12. Pierre Plantard de Saint-Clair (1981)
13. Philippe de Chérisey (1984–1985)
14. Roger-Patrice Pelat (1985–1989)
15. Pierre Plantard de Saint-Clair (1989)
16. Thomas Plantard de Saint-Clair (1989)

Nel 1993 Plantard ammise che entrambe le liste erano fraudolente quando fu indagato da un giudice durante il caso Pelat.
Lo scrittore Dan Brown ha riutilizzato la lista di Plantard per il già citato romanzo Il codice Da Vinci, modificandola e sostituendo agli ultimi due nomi quello di un personaggio della storia del romanzo, Jacques Saunière, immaginario curatore del Museo del Louvre.

## Influenza culturale
Il Priorato di Sion ha avuto diverse influenze sulla cultura popolare, non tutte completamente accurate o serie.
Il Priorato funse da modello per l'Ordine del Grail nella collana di fumetti Preacher, e più alla lontana per il Millennium Group della serie televisiva Millennium.
Il Priorato gioca un ruolo importante nel romanzo di Dan Brown Il codice da Vinci del 2003, dove è presentato come un'organizzazione segreta avente lo scopo di proteggere la verità e la discendenza di Cristo, che rispetta e valorizza il Femminino Sacro. Secondo tale versione (che differisce da quella di Baigent, Leigh e Lincoln), il Priorato sarebbe stato fondato da Goffredo di Buglione dopo la conquista di Gerusalemme, tra i suoi maestri vi sarebbero stati tra i più grandi intellettuali e artisti (Da Vinci, Botticelli, Hugo, Newton). Il Priorato avrebbe avuto anche un braccio militare: i famosi e misteriosi Templari. Tuttavia, non avrebbe nulla a che vedere con tentativi di fondare un Sacro Impero Europeo, di abbattere e sostituire la Chiesa Cattolica Romana o con l'istituzione di un grande re di Israele, idee ispirate dall'idea dell'esistenza di un complotto internazionale giudaico, che trovò voce su un testo scritto all'inizio del secolo e noto come Protocolli dei savi di Sion. I reali scopi di quest'ordine sarebbero quelli di conservare la verità sulla mortalità di Cristo e del suo matrimonio con la Maddalena - ipotesi che troverebbero conferme nei vangeli apocrifi - e di proteggere il Santo Graal, ovvero l'ipotetica discendenza di Cristo e di Maria Maddalena.